# Droit ivoirien
Le droit ivoirien est le droit appliqué en Côte d'Ivoire depuis l'indépendance de la France le 7 août 1960.

## Histoire du droit ivoirien
Le droit en Côte d'Ivoire a connu deux étapes : la première étape est celle de la période coloniale lors de laquelle le système légal était basé sur l’organisation constitutionnelle française, la seconde étape lors de la décolonisation avec l'adoption d'un système légal autonome.

## Sources du droit

### Constitution
Le préambule de la Constitution dispose que celle-ci est la loi fondamentale de l’État.

### Traités et accords internationaux
L'article 87 de la Constitution dispose : « les Traités ou Accords régulièrement ratifiés ont, dès leur publication, une autorité supérieure à celle des lois, sous réserve, pour chaque Traité ou Accord, de son application par l'autre partie ».
La Côte d'Ivoire est membre de l'Organisation pour l'harmonisation en Afrique du droit des affaires, dont elle a signé le traité initial du 17 octobre 1993 ainsi que le traité portant révision du traité du 17 août 2008.

### Législation
L'Assemblée nationale détient le pouvoir de faire les lois et de contrôler l'action gouvernementale. Le régime ivoirien étant un régime présidentiel avec une séparation rigide des pouvoirs, l’Assemblée a peu d'autres pouvoirs.
Le pouvoir de faire les lois est inscrit à l'article 61 de la Constitution d'août 2000, lequel dispose que « l'Assemblée nationale vote la loi et consent l'impôt ». L'article 71 précise que « l'Assemblée nationale détient le pouvoir législatif. Elle vote seule la loi ». L'article 71 liste aussi ce qui est du domaine de la loi :
- la citoyenneté, les droits civiques et les garanties fondamentales accordées aux citoyens pour l’exercice des libertés publiques ;
- la nationalité, l'état et la capacité des personnes, les régimes matrimoniaux, les successions et les libéralités ;
- la procédure selon laquelle les coutumes sont constatées et mises en harmonie avec les principes fondamentaux de la Constitution ;
- la détermination des crimes et délits ainsi que des peines qui leur sont applicables, la procédure pénale, l'amnistie ;
- l'organisation des tribunaux judiciaires et administratifs et la procédure suivie devant ces Juridictions ;
- le statut des magistrats, des officiers ministériels et des auxiliaires de Justice ;
- le statut général de la fonction publique ;
- le statut du corps préfectoral ;
- le statut du corps diplomatique ;
- le statut du personnel des collectivités locales ;
- le statut de la fonction militaire ;
- le statut des personnels de la Police nationale ;
- l'assiette, le taux et les modalités de recouvrement des impositions de toute nature ;
- le régime d'émission de la monnaie ;
- le régime électoral de l'Assemblée nationale et des Assemblées locales ;
- la création de catégories d'établissements publics ;
- l'état de siège et l'état d'urgence ;
- La loi détermine les principes fondamentaux :
  - de l'organisation générale de l'administration ;
  - de l'enseignement et de la recherche scientifique ;
  - de l'organisation de la défense nationale ;
  - du régime de la propriété, des droits réels et des obligations civiles et commerciales ;
  - du droit du travail, du droit syndical et des institutions sociale aliénation et de la gestion du domaine de l’État ;
  - du transfert d'entreprises du secteur public au secteur privé ;
  - de la mutualité et de l'épargne ;
  - de la protection de l'environnement ;
  - de l'organisation de la production ;
  - du statut des partis politiques ;
  - du régime des transports et des télécommunications.

### Règlements
L'article 72 dispose que les matières n'étant pas listées dans le domaine de la loi relève du domaine règlementaire.

## Sources

## Compléments